# 제95민사여단
제95민사여단(95th Civil Affairs Brigade (Airborne))는 미국 육군 예비군 민사심리작전사령부에 예속되지 않은 미국 육군 정규군의 민사여단이다. 현재 그린베레, 제528지원여단과 함께 제1특전사령부에 예속되었다.

## 역사

### 군정기
1945년 8월, 일본의 항복선언으로 태평양의 연합군이 일본 혼슈에 상륙하였다. 일본군의 모든 부대를 동원해제하고 군대를 해체한 뒤, 군정을 위한 부대로서 1945년 8월 25일 제95군정단, 본부 및 본부분견대로 구상하여 곧바로 캘리포니아주 프레지디오 오브 몬트레이에서 창설되었다. 부대는 일본으로 가서 제8군을 도와 군정임무를 수행하고 후쿠오카현, 쿠루메에서 1946년 6월 30일에 해산하였다.
2년 뒤, 제95군정단은 재조선미육군사령부군정청의 한국 군정을 지원하기 위해 1948년 10월 노스캐롤라이나주, 포트 브래그에서 위해 재소집되었다. 다른 군정부대인 제96, 97, 98, 101군정단은 1949년 1월 25일에 해산하고, 제95군정단만이 유일하게 잔존하였고, 한국 전쟁이 일어난 뒤, 1951년 10월 28일 부산시에서 해산하였다.

### 민사
1954년 12월 9일 정규군에 할당되고 이듬해 1955년 2월 9일 조지아주 캠프 고든에서 재소집되었다. 뉴저지주 캠프 킬리머의 난민수용소로 가서 난민들을 대상으로 민사활동을 하였다. 이듬해 일어난 1956년 헝가리 혁명을 계기로 부대는 국군 원정 전역에 동원되었다. 1959년 6월 25일, 제95민사단으로 민사부대로 재조직되었다. 1965년 도미니카 공화국의 내전에 개입한 제82공수사단을 지원하였다. 국군 원정에서 귀환한 제95민사단은 1971년 포트 브래그로 배치되었고 존 F. 케네디 군사원조관에 1974년 12월 21일까지 배속되고 해산하였다.
2006년 3월 14일, 부대 편성이 제95민사여단로 재편성되었다. 이듬해 2007년 3월 16일, 코드36번 민사분과가 설립되고, 여단의 임시 상태가 해제되었다. 그리고 제96민사대대가 창설되었다.
2018년 1월 31일, 제85민사여단이 해산하면서 유일한 정규군 민사여단이 되었다.

## 부대
- 제91민사대대 - 미국 아프리카 사령부
- 제92민사대대 - 미국 유럽 사령부
- 제96민사대대 - 미국 중부사령부
- 제97민사대대 - 미국 인도-태평양 사령부
- 제98민사대대 - 미국 남부사령부

## 기록

### 계보
- 1945년 8월 25일, 95th Headquarters and Headquarters Detachment, Military Government Group
→제95군정단, 본부 및 본부분견대
- 1948년 9월 7일, 95th Military Government Group
→제95군정단
- 1959년 6월 25일, 95th Civil Affairs Group
→제95민사단
- 2006년 3월 14일, Headquarters and Headquarters Company, 95th Civil Affairs Brigade
→제95민사여단

### 소속
- 연합군 최고사령부, (날짜미상)
- 제8군, 1948년 10월
- 존 F. 케네디 군사원조관, 1971년
- 미국 육군 특수작전사령부, 2006년 3월 14일
- 제1특전사령부, 2014년 9월 30일

### 전역
| 스트리머  | 내역                                               |
| --------- | -------------------------------------------------- |
| 한국 전쟁 | - 유엔 1차 공세 - CCF 춘계공세 - UN 하계-추계 공세 |

### 스트리머
| 스트리머          | 내역                              | 비고                            |
| ----------------- | --------------------------------- | ------------------------------- |
| 육군 우수부대표창 | 2006년 3월 16일 ~ 2007년 3월 15일 | 미국 육군부 영구명령 제333-21호 |

## 참고
1. ↑  Todd Pruden (2018년 2월 8일). “85th Civil Affairs Brigade inactivated” (영어). Fort Hood Sentinel. 2018년 5월 28일에 확인함.
2. ↑  Marion A. Salters (2008년 11월 28일). “PERMANENT ORDERS 333-21” (PDF) (영어). 워싱턴 D.C.: 미국 육군부. 2018년 7월 6일에 확인함.

- “Headquarters and Headquarters Company, 95th Civil Affairs Brigade Lineage” (영어). 미국 육군 역사관. 2007년 4월 12일. 2018년 5월 28일에 확인함.